# 關島戰役 (1941年)

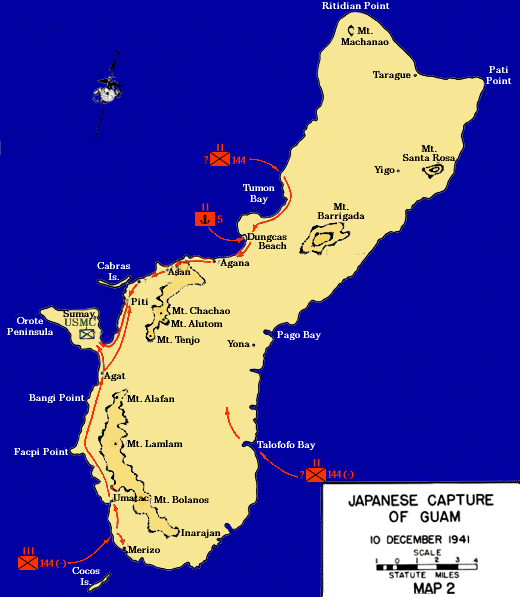
日軍在關島之登陸示意圖

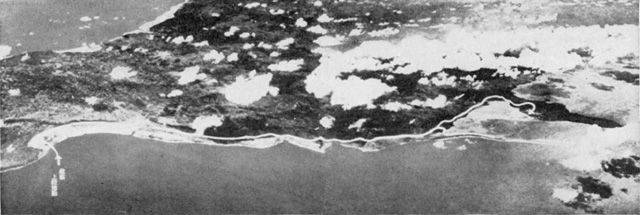
另一幅描述日軍入侵關島登陸之圖片

關島戰役，也稱日軍攻占關島，是第二次世界大戰太平洋戰爭早期的一場戰役，發生在1941年12月8日珍珠港事變之後第二天。在這次戰役中，日軍連續空襲美國海外屬地關島，第4天登陸這個馬里亞納群島中最大面積的島嶼，與美軍爆發戰鬥。
5000名日軍特種部隊於12月10日全部攻上關島，4,886名日軍是隸屬於陸軍日軍第55師團；但是日軍實際參與戰鬥過程部隊，是調派自塞班島指揮部第二海軍登陸特種部隊(SNLF)第5連370名海軍。 
駐守關島的美軍則共有547名，包括海軍陸戰隊，海島守卫队與部份海軍辦公人員軍官，可是他們全部武器只有160把步槍包括3挺.30口徑Mk6機槍，4挺湯普森衝鋒槍；271名文職人員未受過軍事訓練，包括雜役的關島土著與幾名護士；驻關島的一艘扫雷舰和137名海员。美軍關島海軍兵营只驻有153名陸戰隊士兵，由William K. McNulty中校指挥。這个陸戰隊連装备的武器只有少數白朗寧自動步槍及M1903春田步槍，至於關島原著民兵多半在慶典時出來操槍，都沒有受過軍事訓練。

## 參加兵力

### 日軍
陸軍（總兵力4886名）
第55師團南海支隊，司令官堀井富太郎少將
- 歩兵第144隊
- 騎兵第55連隊 第3中隊
- 山砲兵第55連隊 第1大隊

海軍（總兵力400名）艦船21隻
關島攻略部隊，指揮官春日篤少將
- 佈雷艦「津輕（英语：Japanese minelayer Tsugaru）」
- 驅逐艦「菊月」、「夕月（英语：Japanese destroyer Yūzuki）」、「卯月」、「朧（英语：Japanese destroyer Oboro (1930)）」
- 特設水上飛機母艦「聖川丸（英语：Japanese seaplane tender Kiyokawa Maru）」
- 特設砲艦「勝泳丸」、「昭徳丸」、「弘玉丸」
- 特設驅潛艇「第8京丸」、「第10京丸」、「珠江丸」、「第5昭南丸」、「第6昭南丸」、「昭福丸」、
- 特設掃雷艇「第2文丸」、「第3關丸」
- 海軍陸戰隊1個大隊

關島攻略支援部隊，指揮官五藤存知少將
- 重巡洋艦「青葉」、「衣笠」、「加古」、「古鷹」

### 美軍
守備隊（司令官：喬治·麥克米林海軍上校）
（守備隊大約400名由海軍隊員與原住民構成。總兵力750-550名）艦船4隻
- 掃雷艇「企鵝號」（英语：USS Penguin (AM-33)）、第16號哨戒艇（英语：USS YP-16）、第17號哨戒艇（英语：USS YP-17）
- 艦隊油船「羅伯特·L·巴恩斯號」（英语：USS Robert L. Barnes (AO-14)）

## 戰鬥過程
12月8日星期一早上04:45，島上美國總督喬治·麥克米林從睡夢中被通知珍珠港事變昨天下午爆發了，美日可能互相正式宣戰。
08:27，起飛自塞班島日軍戰機（水上偵察機16架）開始至關島上空掃射美軍營區、Piti美軍海軍補給料件庫房、 Libugon廣播電台、「美國標準石油公司」關島子公司、以及關島「泛美大酒店」也都被日軍戰機攻擊；在這場空襲中，關島碼頭停泊美軍掃雷艇「企鵝號」也對日軍機反擊朝天掃射，擊落一架日軍機後，美軍掃雷艇也被擊沉（美方聲稱"自沉"），造成一名軍官陣亡、數名美國海軍水兵負傷；戰事持續到下午一整天都還有空襲，直到17點傍晚後入夜日軍機才沒再飛來。 
12月9日早上08:30日軍機8架再次空襲，但是當天只空襲一次，這次攻擊目標是在阿加尼亞的政府大宅與附近幾個村莊，所幸建物被破壞情形輕微，不過大規模戰鬥即將爆發：傍晚開始，日軍自塞班島發出侵略艦隊，包括：4艘載滿登部隊及武器彈藥的巡洋艦、4艘驅逐艦、兩艘炮艇、6艘掃潛水艇驅逐艦、2掃掃雷艦、2艘載運水糧補給貨船，浩浩蕩蕩全速衝向關島準備大舉登陸。
12月10日凌晨02:15隸屬於日軍海軍陸戰隊第2群第5連的370位士兵於首府阿加尼亞北邊「阿加尼亞灣」的「Dungcas海灘」登陸成功，並且上岸後立刻攻擊政府大宅並且攻佔；接著日軍又自Piti朝Sumay推進攻擊美軍陸戰隊營區，另一支日軍部隊發動北翼攻擊，自關島西北Tumon灣登陸後向南阿加尼亞日軍會師攻來；04:45日軍陸戰隊第5連與美軍陸戰隊及島民在阿加尼亞市區西班牙廣場爆發激戰，見大勢已去，美國關島總督喬治·麥克米林於06:00放棄抵抗宣佈投降；所有零星戰鬥陸續停止。   
美國海軍陸戰隊有5人陣亡，13人負傷；美國海軍有8人陣亡；4名關島民兵陣亡，共有22人負傷（包括空襲時）；日軍海軍陸戰隊第5連有1人陣亡，6人負傷。六名美國海軍拒絕投降；其中五人最終被日本人俘虜並斬首，而無線電員喬治·雷·特威德在當地查莫羅人的幫助下逃過了搜捕。1944年特威德獲救後，告知美軍驅逐艦艦長日軍岸炮炮位。

## 關連項目
- 太平洋戰爭年表
- 第二次世界大戰 - 太平洋戰爭
- 南方作戰
- 關島總督列表(List of Governors of Guam)

1. ↑  War in the Pacific: Outbreak of the War 的存檔，存档日期May 19, 2014，.
2. ↑  George R. Tweed. . Eschenburg Press. 12 March 2018: 311  [2021-05-11]. ISBN 978-1-78912-113-1. （原始内容存档于2021-05-11）.